# Andreas Johansson (ingenjör)
Andreas Johansson, född 9 januari 1879 i By socken, Dalarna, död 23 maj 1954 i Stockholm, var en ingenjör.
Andreas Johansson var son till häradsdomaren och bergsmannen Anders Johansson och bror till Arvid Johansson. Han utexaminerades 1902 från högre avdelningen vid Falu bergsskola och vistades därefter under fem år i USA för studier och praktik. Efter att ha återvänt till Sverige anställdes han vid Jernkontoret och dess försöksverk i Trollhättan, varefter han 1911–1914 var verksam som ritare och konstruktör vid AB Elektrometall i Ludvika. 1914 knöts han till Finspongs metallverk AB som assistent åt överingenjören, och 1915–1933 var han överingenjör och platschef där. Från 1933 var han konsulterande ingenjör vid olika industrier, bland annat Svenska metallverken. Johansson gjorde sig känd som en dugande ingenjör och driftig arbetsledare, i vilken egenskap han fick stor betydelse för Finspongs metallverk AB, som under hans tid utvecklades till ett av Sveriges största företag i sitt slag. 1931 invaldes han i Ingenjörsvetenskapsakademien. Johansson var även kommunalt aktiv i Finspång och var bland annat kommunalfullmäktig och medlem av kommunalnämnden. Han även aktiv främjare av idrottsrörelsen i Finspång och bidrog till anläggandet av flera idrottsanläggningar i orten.